# Câine de aret

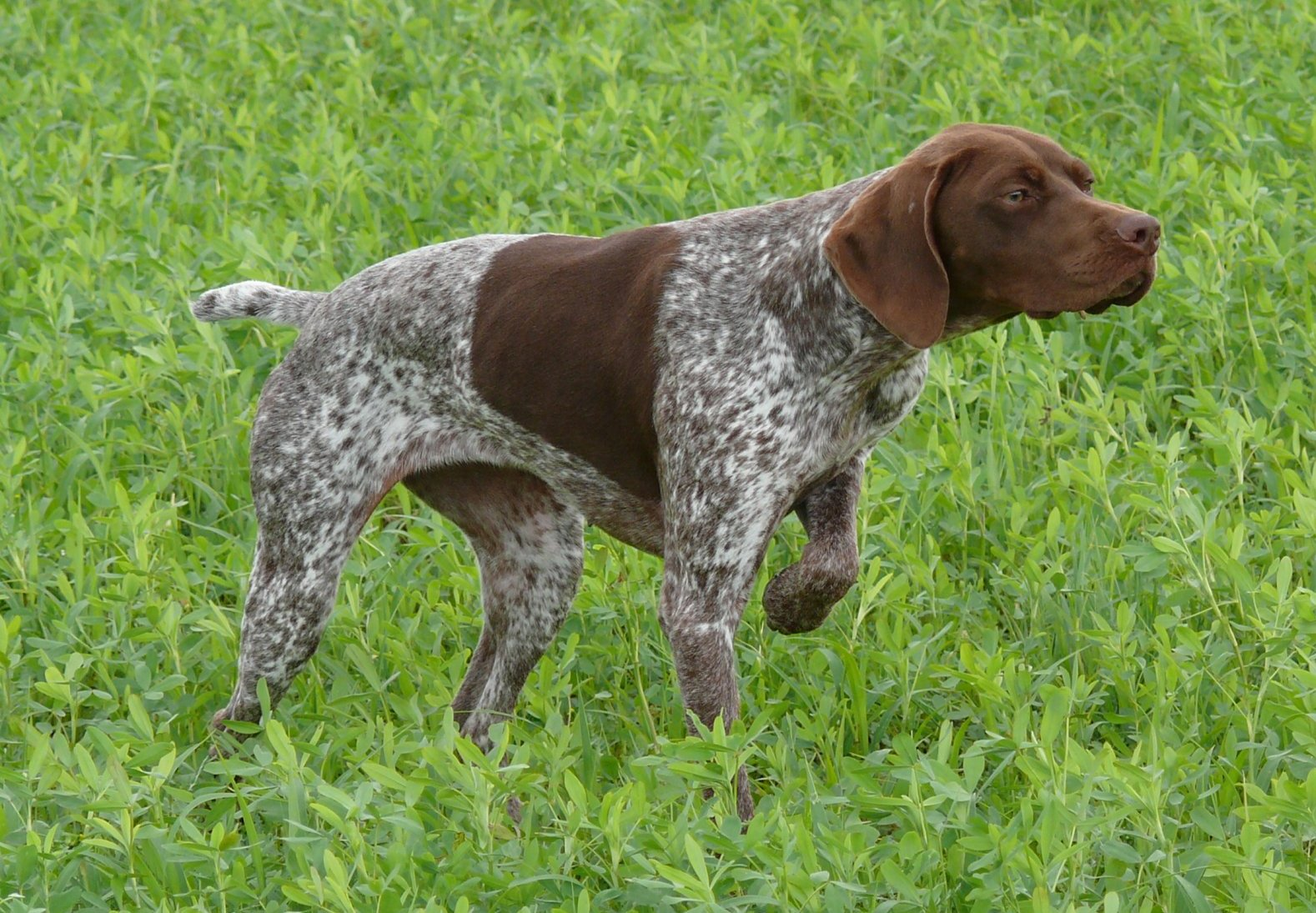
Brac francez (cu coada scurtată)

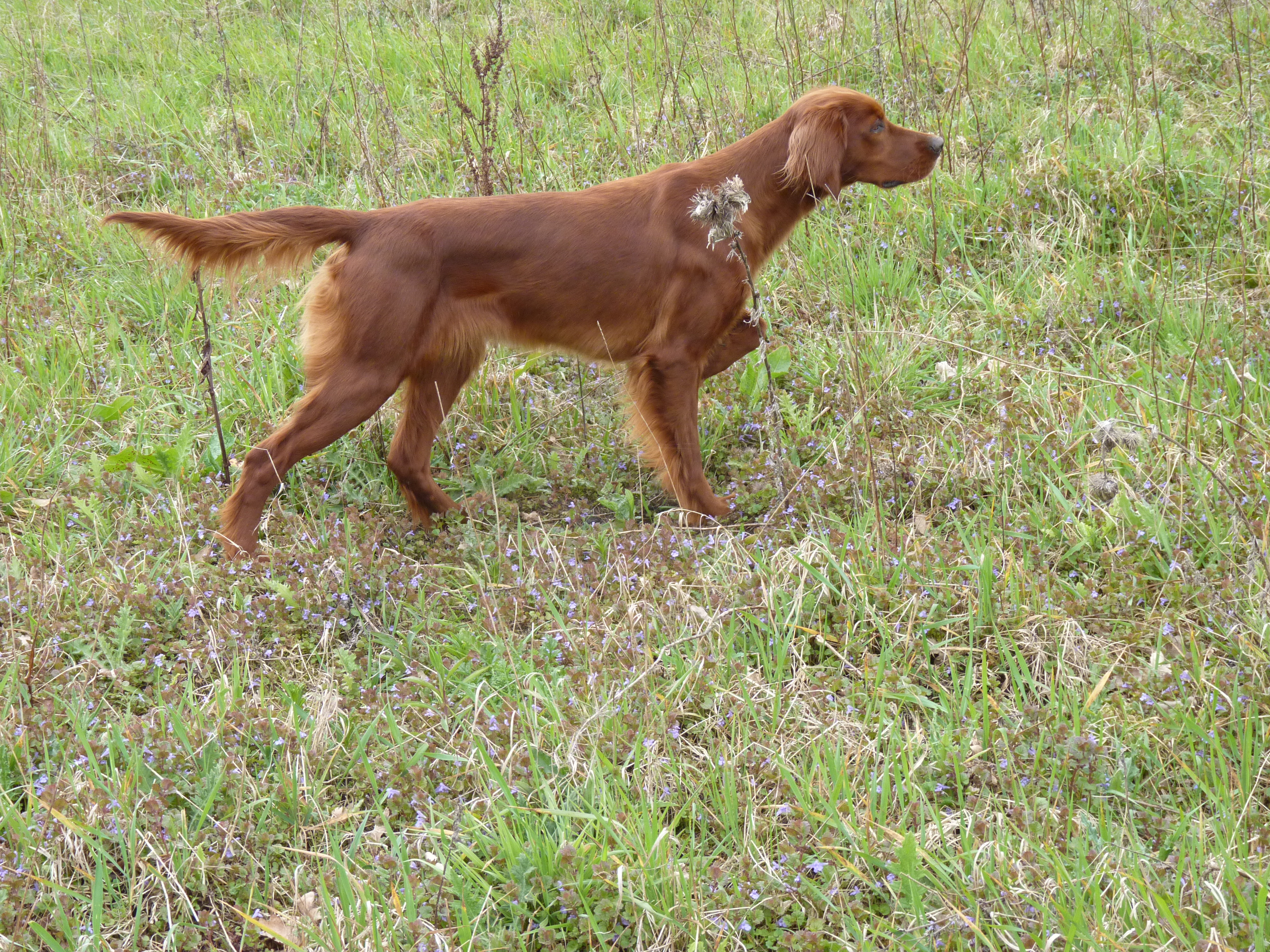
Setter irlandez în poziție de aret, arătând cu botul spre vânat

Câini de aret (din franceză chien d’arrêt), pontatori sau prepelicari sunt numite rasele de câini care, în calitate de câini de vânătoare, semnalează prezența vânatului prin oprirea într-o poziție caracteristică numită aret. Facultatea câinelui de a se opri (fr. s'arrêter) când simte vânatul este un comportament înnăscut, întărit prin selecție și promovat în continuare prin dresare. FCI cataloghează acești câini în grupa 7.

## Caracteristici
Ceea ce este special la toți acești câini este că ei semnalează vânătorului vânatul pe care l-au descoperit cu ajutorul mirosului. Atunci ei se opresc din mișcare fără a scoate un sunet și, de obicei, ridică un picior din față, mai rar unul din spate. Vânătorul poate atunci să se pregătească să tragă, dar, în funcție de rasă, trebuie să stârnească singur vânatul găsit de câine.

## Rase
Câinii de aret sunt câini de vânătoare și sunt împărțiți în două secțiuni în clasificația FCI, Câini de aret continentali și Câini de aret englezi și irlandezi.
Câini de aret continentali
- Tip „Braque” (cu păr scurt, secțiunea 1.1)
  - Pointer danez
  - Bracco Italiano
  - Braque de l'Ariege
  - Braque du Bourbonnais
  - Braque d'Auvergne
  - Braque français (tip Gascogne, tip Pyrénées)
  - Braque Saint Germain
  - Brac german cu păr aspru
  - Brac german cu păr scurt
  - Stichelhaar german
  - Magyar Vizsla (cu păr aspru)
  - Vizsla maghiară (cu păr scurt)
  - Perdigueiro Português
  - Perdiguero de Burgos
  - Pudelpointer
  - Weimaraner (cu păr lung, cu păr scurt)

- Tip „Spaniel” (cu păr lung, secțiunea 1.2)
  - Langhaar german
  - Drentse Patrijshond
  - Epagneul Bleu de Picardie
  - Epagneul Breton
  - Epagneul de Pont-Audemer
  - Epagneul Français
  - Epagneul Picard
  - Münsterländer mare
  - Münsterländer mic
  - Stabyhoun

- Tip „Griffon” (cu păr aspru, secțiunea 1.3)

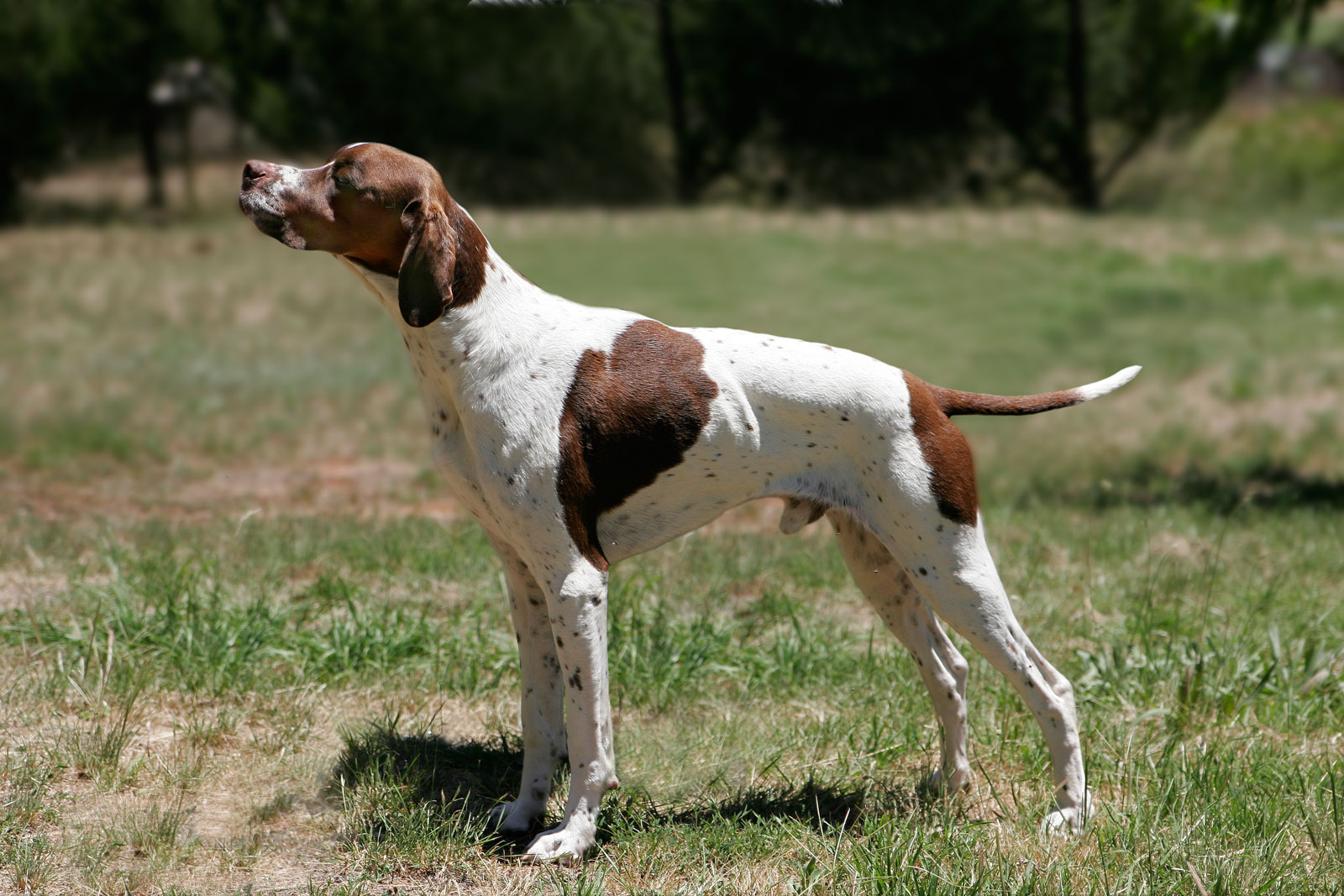
Pointer englez

  - Rauhbart boem
  - Griffon Korthals
  - Rauhbart slovac
  - Spinone Italiano

Câini de aret englezi și irlandezi
Sectiunea 2
- Gordon Setter

Secțiunea 2.1
- Pointer englez

Secțiunea 2.2
- Setter englez
- Irish Red Setter
- Irish Red and White Setter